# Gränna
Gränna ist ein Ort (tätort) in der südschwedischen Provinz Jönköpings län und der historischen Provinz Småland.
Der Ort gehört zur Gemeinde Jönköping am östlichen Rand des Sees Vättern. Sie wurde 1652 unter dem Namen „Brahe-Grenna“ von Per Brahe dem Jüngeren gegründet. Brahe-Grenna war die erste und einzige schwedische Stadt, die adlige anstelle von königlichen Stadtrechten bekam.
Gränna ist bekannt als Zentrum für die Herstellung von Zuckerstangen, die in traditionell rot-weißer Färbung unter dem Namen Polkagris vertrieben werden, und für seine Obstplantagen. Vom Ort besteht eine Fährverbindung zur Insel Visingsö. Im Sommer ist Gränna ein beliebtes Ziel für Touristen. Die Bebauung der zentralen Stadtteile besteht hauptsächlich aus Holzvillen, die oft einen Garten besitzen. Die Hauptstraße des Ortes wird im Sommer zum Nadelöhr für die touristischen Autoströme.
In Gränna wurde der bekannte Ballonfahrer Salomon August Andrée geboren. Zu seinem Gedenken gibt es im Ort ein Museum, das die gescheiterte Polarexpedition von 1897 dokumentiert.

## Wappen
Beschreibung: In Blau zwei goldene Lilien über einen goldenen sechszackigen Stern (2:1).

## Persönlichkeiten

### Söhne und Töchter des Ortes
- Salomon August Andrée (1854–1897), schwedischer Ingenieur und Polarforscher
- Kjeld Wennick (1944–2020), dänischer Schlagersänger und Musikproduzent, Teil des Duos Jan & Kjeld
- Anna Frithioff (* 1962), Skilangläuferin

### Persönlichkeiten, die mit Gränna in Verbindung stehen
- Amalia Eriksson  (1824–1923), Geschäftsfrau, Erfinderin des Polkagris
- Lasse Strömstedt (1935–2009), Schriftsteller
- Alf Svensson (* 1938), Politiker

## Bilder

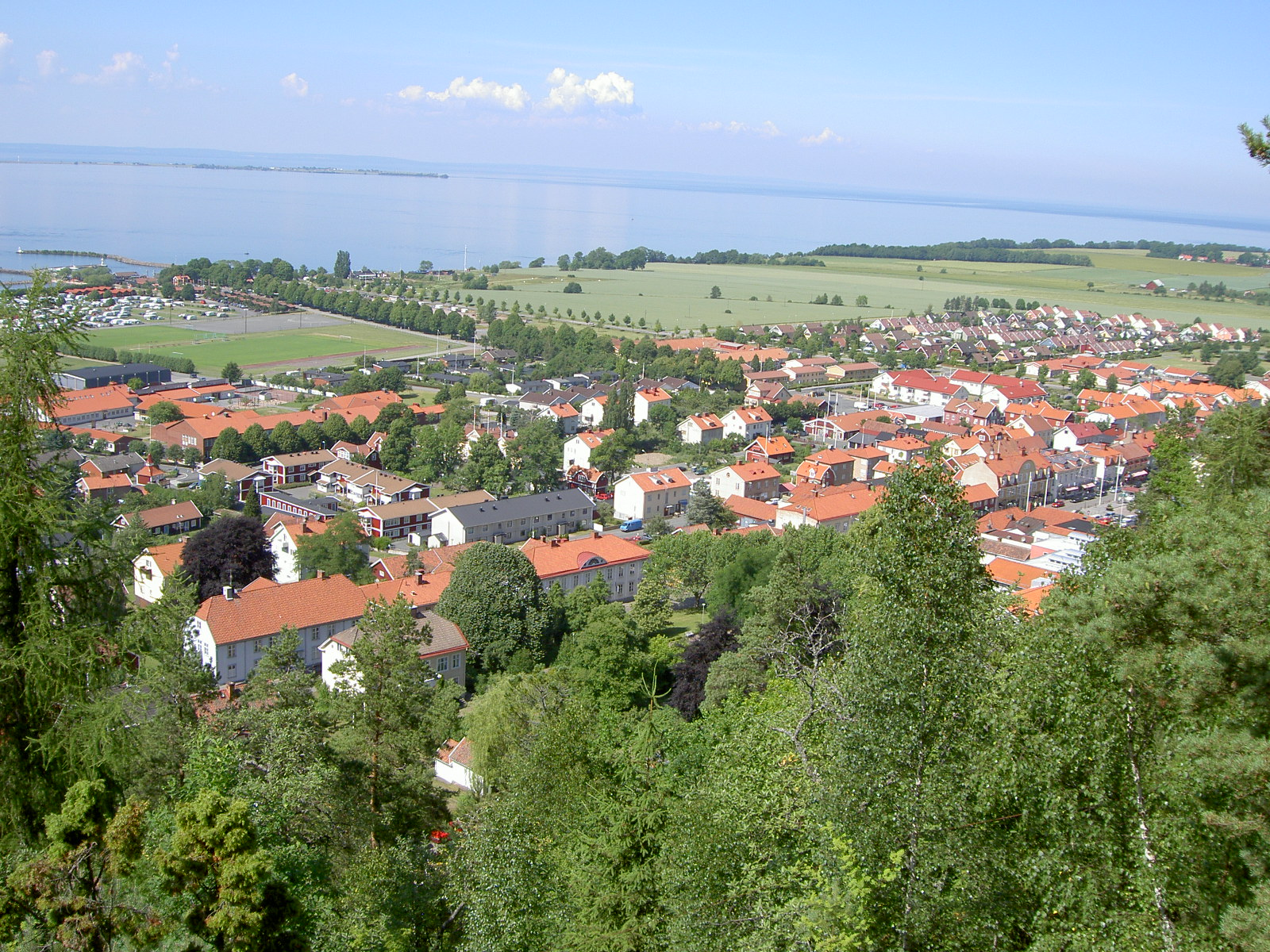
Blick auf Gränna; im Hintergrund der Vättern und die Insel Visingsö
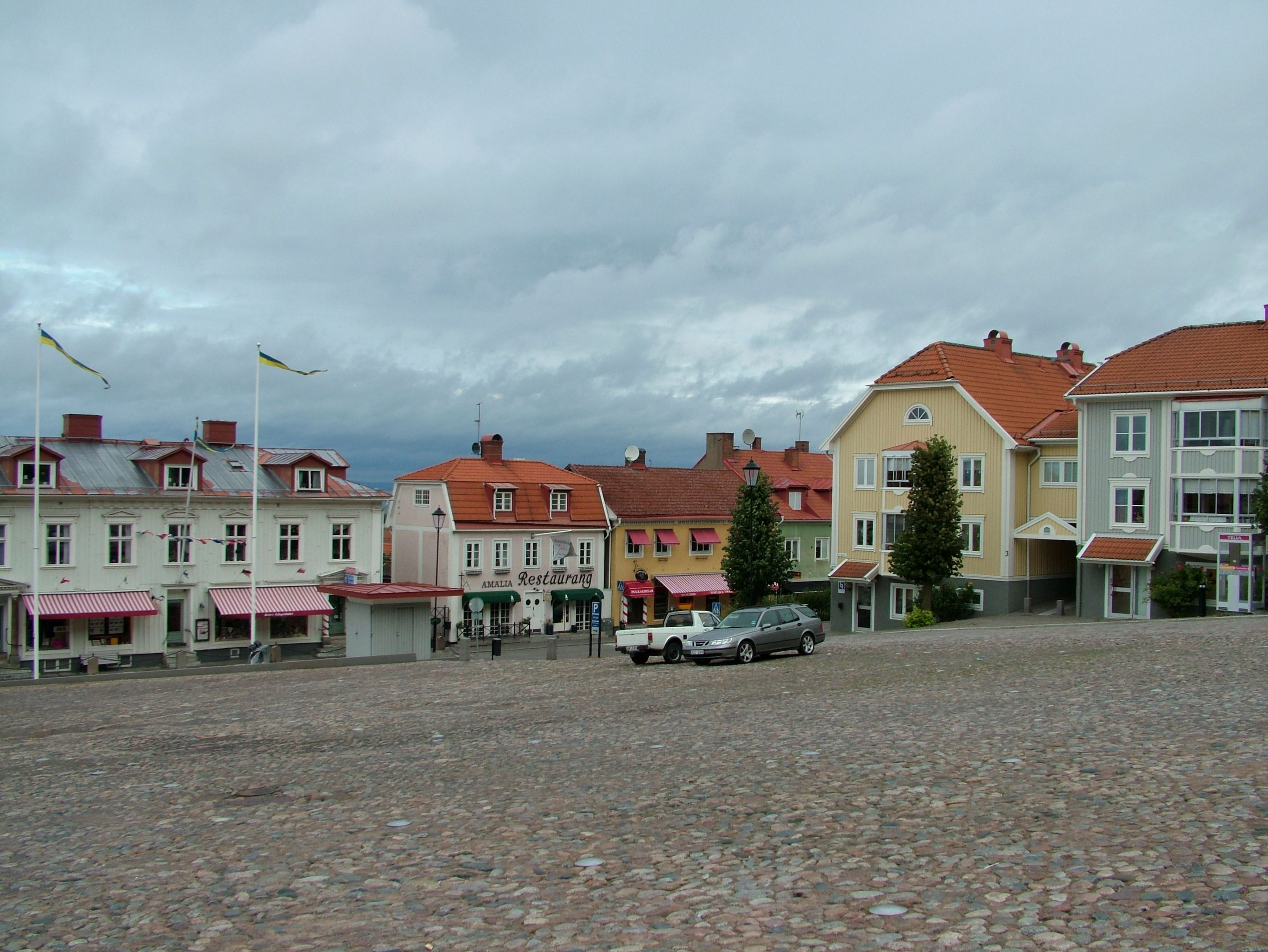
Der Marktplatz